# Ivan Camplin
Ivan Camplin (Bagonya, 1912. június 23. k. – Magasfok, 2008. február 19.) szlovén római katolikus pap. Neve a magyarországi szlovének körében meglehetősen ismert volt.
Az Osztrák–Magyar Monarchia területén született, rajta kívül a családban még négy testvére volt. Apjuk korán meghalt. A fiatal Ivánt a helyi plébános Bassa Iván író segítette a tanulásban és 1935. július 7-én felszentelték Mariborban. Újmiséjét szülőfalujában tartotta, s először Vízlendván (Sveti Jurij) volt káplán, majd Mariborban élt.

1939-ben Franciaországba ment, s amikor a németek megszállták az országot, hazatért. Az oda emigrált szlovénekkel széles körű kapcsolatokat épített ki, hazatértekor Alsólendván működött, majd a háború alatt Péterhegy (Gornji Petrovci) katolikus lakóinak plébánosa volt.

A háború alatt a magyar hatóságok azzal vádolták, hogy összejátszik a muravidéki szlovén kommunistákkal, ezért Budapesten tartották őrizetben. Mikor kiengedték Bánokszentgyörgy plébániáját látta el, majd a háború után hazament Jugoszláviába. 1977-ig volt Dobronak (Dobrvonik) lelkipásztora, után két évre Ljubljanába ment, majd Göntérházán (Genterovci) telepedett le. Később továbbra is a péterhegyi egyházközséget igazgatta, de már Magasfokon (Martinje) élt.
A határhoz közel lévén, szoros kapcsolatai voltak a Magyarországon élő szlovénokkal, elsősorban Kühár Jánossal, a felsőszölnöki pappal. Mikor Kühár meghalt (1987), akkor néhány évig Felsőszölnökön tartott szlovén nyelvű istentiszteleteket.

A 90-es évek második felétől már nem járt fel Magyarországra, kiváltképp azután, hogy egyre idősödött. Magasfoki otthonában érte a halál. Temetését Marjan Turnšek muraszombati püspök celebrálta és mintegy hetven pap volt jelen, köztük a maribori püspök Jožef Smej is, aki szintén bagonyai származású.
Camplin a római katolikus muravidéki papság közül volt az egyik személy, aki következetesen ellenezte a muravidéki nyelv használatát, míg pártfogói mint Bassa, vagy Klekl József és Kühár is ennek használatát óhajtották.

## Külső hivatkozások
- Porabje, 28. februarja 2008.
- Lojze Kozar: Pogreb župnika Ivana Camplina[halott link]